# Roßhof (Roßdorf)

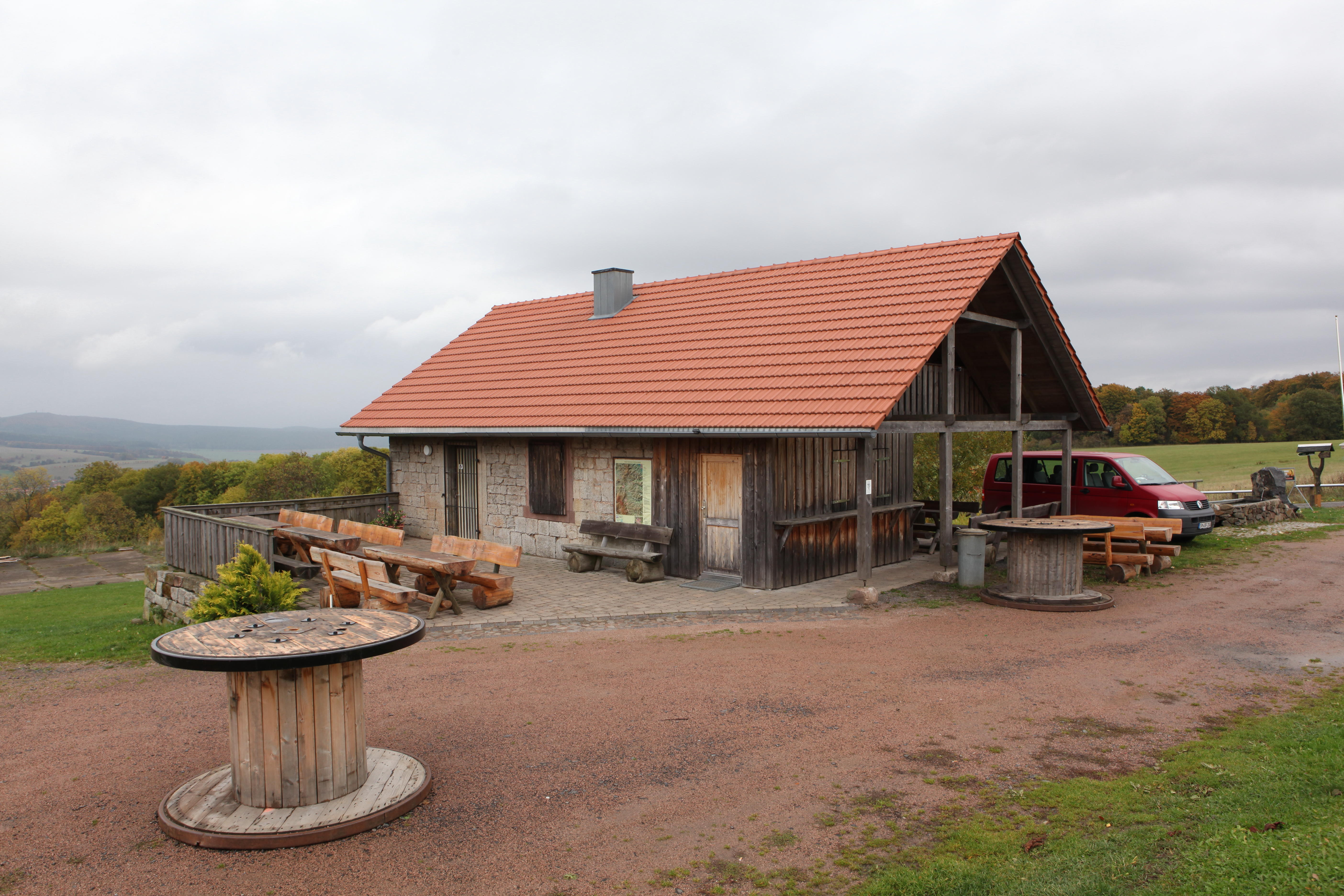
Roßhütte

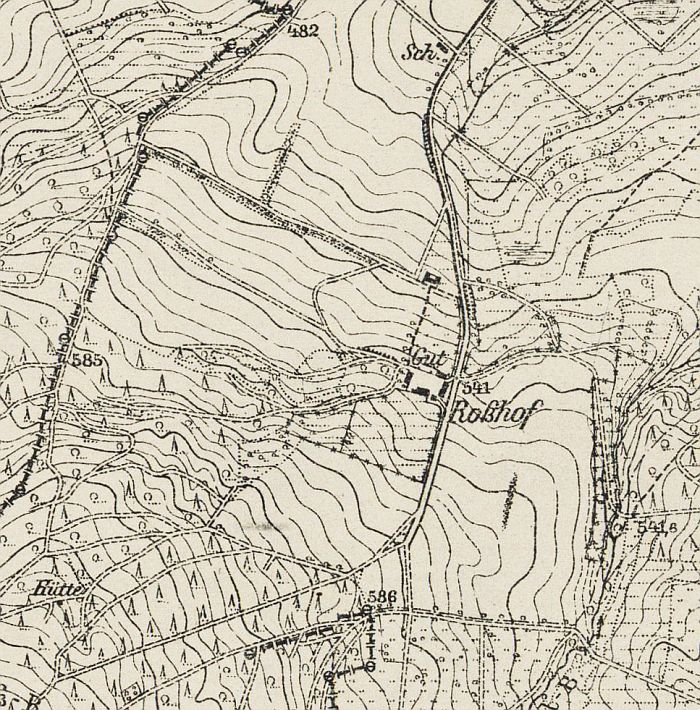
Roßhof auf dem Meßtischblatt von 1919

Roßhof ist ein Einzelgehöft von Roßdorf im Landkreis Schmalkalden-Meiningen in Thüringen.

## Lage
Südlich von Roßdorf, vorbei an der Seegrube, die nur im Frühjahr mit Wasser gefüllt ist, erreicht man auf gut ausgebautem Weg nach etwa drei Kilometern den Roßhof. Er befindet sich auf halbem Weg unter dem 702 Meter hohen Roßberg. Von dort sieht man die Stoffelskuppe und den Pleß.

## Geschichte
Der Roßhof wurde 1418 als Kohlbachshof erstmals urkundlich erwähnt. Der Roßhof war ein Vorwerk des Gutes in Roßdorf und wurde auch noch vom Volkseigenen Gut bewirtschaftet. Der zu landwirtschaftlichen Zwecken errichtete Hof besaß auch ein Wohngebäude. Dieses wurde zwischenzeitlich von der Gemeinde als Wanderlokal eingerichtet, denn die Gemeinde ist jetzt Eigentümerin des Hofs.